# Gatorade
Gatorade är en sportdryck som tillverkas av Pepsico. PepsiCo köpte Quaker Oats Company och Gatorade 2001. Gatorade skapades 1965 av Robert Cade (1927–2007) på University of Florida att användas av american football-laget Florida Gators. 1965–1970 hette drycken Stokely-Van Camp’s finest Gatorade då den tillverkades av Stokely-Van Camp. 1983 köptes Gatorade av Quaker Oats Company.